# Katholieke Volkspartij (Nederland)

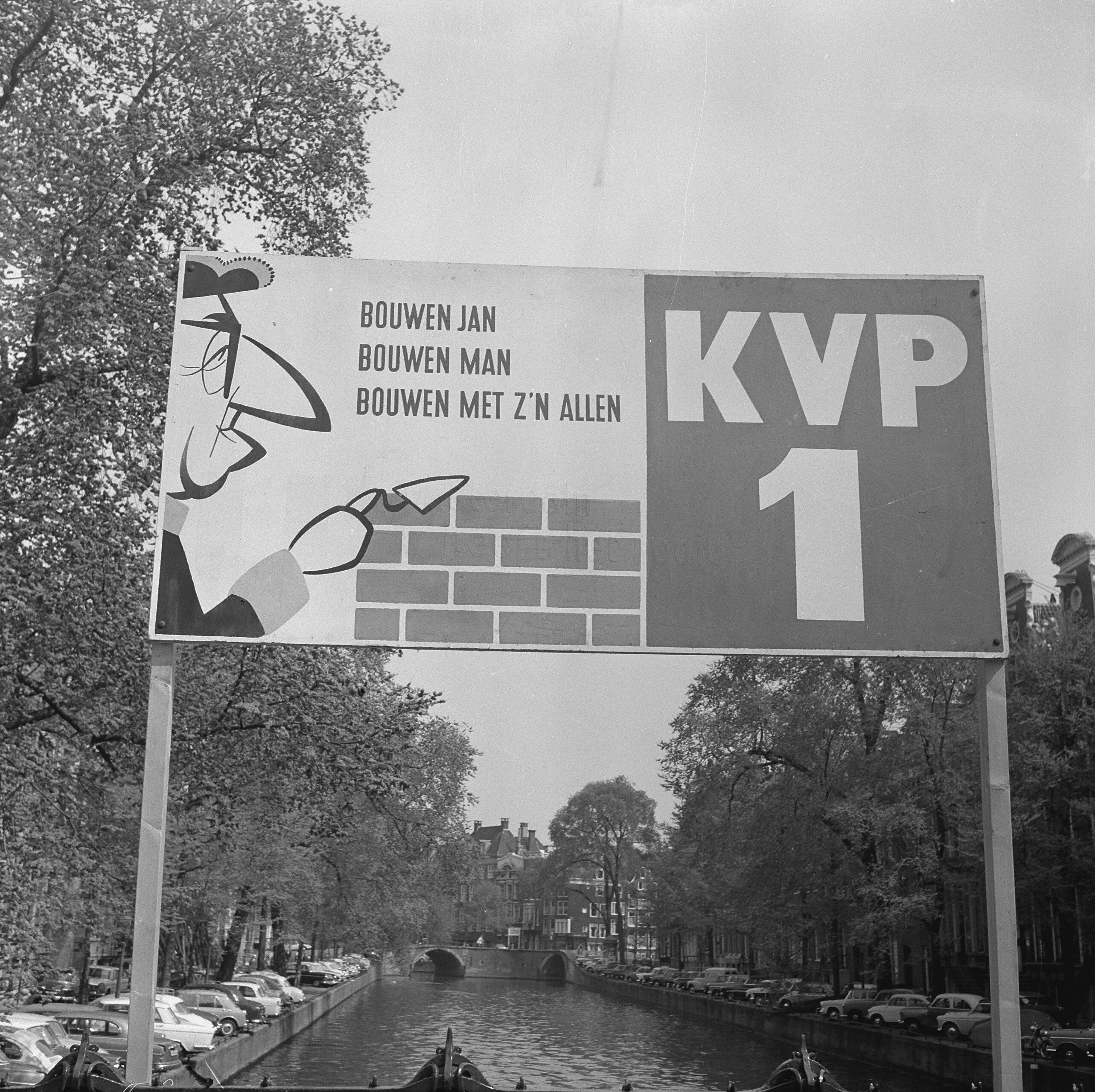
Verkiezingsbord voor KVP in 1963.

De Katholieke Volkspartij (KVP) was een Nederlandse politieke partij die in 1980 met de Christelijk-Historische Unie (CHU) en de Anti-Revolutionaire Partij (ARP) is gefuseerd tot het Christen-Democratisch Appèl (CDA).
De KVP werd op 22 december 1945 opgericht als opvolger van de vooroorlogse Roomsch-Katholieke Staatspartij (RKSP). De KVP was een brede volkspartij, waarvan zowel katholieke arbeiders als katholieke werkgevers, boeren, ambtenaren en onderwijzers lid waren. In 1947 werd de partij ook toegankelijk voor niet-katholieken.
De KVP heeft gedurende haar hele bestaan altijd deel uitgemaakt van de Nederlandse regering. Meestal leverde zij ook de minister-president. Onder de eerste partijleider Carl Romme werd langdurig samengewerkt met de Partij van de Arbeid van Willem Drees. Die samenwerking staat bekend als de Rooms-rode coalitie. Onder Norbert Schmelzer was de VVD de favoriete kabinetspartner. Later hebben de CDA-premiers Dries van Agt en Ruud Lubbers, die beiden afkomstig waren uit de KVP, samengewerkt met zowel de PvdA als met de VVD.

## Toelating niet-katholieken
De Katholieke Volkspartij was in eerste instantie alleen toegankelijk voor rooms-katholieken. In 1947, twee jaar na de oprichting, werd de partij opengesteld voor niet-katholieken. De reden was dat de KVP van mening was dat alleen met steun van 'buitenaf' de politieke macht gegrepen kon worden.

## Afsplitsingen
De partij kende driemaal in haar historie een interne breuk. Eind jaren veertig scheidde de Groep-Welter (de latere Katholiek Nationale Partij) zich af uit protest tegen de overdracht van de kolonie Nederlands-Indië. In 1968 was er de linkse afsplitsing van de christen-radicalen naar de Politieke Partij Radikalen (PPR) om daar een progressief-linkse koers te volgen. Tussen 1970 en 1972 opereerde een kleine groep katholieke conservatieve dissidenten in de Nieuwe Roomse Partij (NRP) die echter bij de verkiezingen van 1971 geen Kamerzetels wist te behalen. In 1972 splitste een grotere groep conservatieve katholieken zich af van de KVP en vormde met NRP-politici de Rooms Katholieke Partij Nederland (RKPN, 1972-1982) die bij de Tweede Kamerverkiezingen 1972 één zetel in de Tweede Kamer verwierf. De RKPN stond onder politieke leiding van fractievoorzitter Klaas Beuker, oud-KVP-politicus die de KVP te links vond geworden. Ook oud-bewindslieden zoals voormalig minister en secretaris-generaal van de NAVO Joseph Luns verlieten de KVP gedurende de jaren 1970.

## Aanhang
De KVP behaalde haar stemmen vrijwel uitsluitend onder het katholieke volksdeel, dat dan ook wel massaal op de partij stemde. In de provincies Noord-Brabant en Limburg stemden bij de Tweede Kamerverkiezingen van 1959 74,04% respectievelijk 79,53% van de bevolking op de KVP. In de landelijke gemeenten in de katholieke gebieden gingen bijna alle stemmen naar de partij. In de steden wist de PvdA echter stemmen van de KVP af te snoepen onder een deel van de katholieke arbeiders.

Logo in de jaren 70.

Vanaf de Tweede Kamerverkiezingen van 1971 werd de KVP verdrongen door de opkomst van nieuwe partijen (Boerenpartij, D66, PPR) en de doorbraak van bestaande partijen in katholieke gebieden (PvdA, VVD) ten gevolge van de ontzuiling. In de jaren zeventig werd de partij als gevolg van deze dramatische nederlagen gedwongen samenwerking te zoeken met de protestantse partijen ARP en CHU, hetgeen uitmondde in de oprichting van het Christen-Democratisch Appèl (CDA) in 1980.

## Volksvertegenwoordiging

### Verkiezingsresultaten in de Tweede Kamer
| Verkiezingsjaar | Partijleider      | Aantal stemmen | % van de stemmen | Aantal zetels | Coalitie/Oppositie           |
| --------------- | ----------------- | -------------- | ---------------- | ------------- | ---------------------------- |
| 1946            | Carl Romme        | 1.466.582      | 30,8             | 32/100        | Beel I                       |
| 1948            | Carl Romme        | 1.531.154      | 31,0             | 32/100        | Drees-Van Schaik (1948-1951) |
| 1948            | Carl Romme        | 1.531.154      | 31,0             | 32/100        | Drees I (1951-1952)          |
| 1952            | Carl Romme        | 1.529.508      | 28,7             | 30/100        | Drees II                     |
| 1956            | Carl Romme        | 1.815.310      | 31,7             | 49/150        | Drees III (1956-1958)        |
| 1956            | Carl Romme        | 1.815.310      | 31,7             | 49/150        | Beel II (1958-1959)          |
| 1959            | Carl Romme        | 1.895.914      | 31,6             | 49/150        | De Quay                      |
| 1963            | Wim de Kort       | 1.995.352      | 31,9             | 50/150        | Marijnen (1963-1965)         |
| 1963            | Wim de Kort       | 1.995.352      | 31,9             | 50/150        | Cals (1965-1966)             |
| 1963            | Wim de Kort       | 1.995.352      | 31,9             | 50/150        | Zijlstra (1966-1967)         |
| 1967            | Norbert Schmelzer | 1.822.904      | 26,5             | 42/150        | De Jong                      |
| 1971            | Gerard Veringa    | 1.379.672      | 21,8             | 35/150        | Biesheuvel I (1971-1972)     |
| 1971            | Gerard Veringa    | 1.379.672      | 21,8             | 35/150        | Biesheuvel II (1972)         |
| 1972            | Frans Andriessen  | 1.305.401      | 17,7             | 27/150        | Den Uyl                      |

### Zetels in deEerste Kamer
Van de vijftig leden van de Eerste Kamer:
- 1946 - 17 zetels
- 1948 - 17 zetels
- 1951 - 16 zetels
- 1952 - 17 zetels
- 1955 - 17 zetels

Van de vijfenzeventig leden:
- 1956 - 25 zetels
- 1960 - 26 zetels
- 1963 - 26 zetels
- 1966 - 25 zetels
- 1969 - 24 zetels
- 1971 - 22 zetels
- 1974 - 16 zetels

## Leden
| Jaar | Aantal leden | Jaar  | Aantal leden | Jaar  | Aantal leden |
| ---- | ------------ | ----- | ------------ | ----- | ------------ |
| 1948 | 409.084      | 1959  | 374.745      | 1970  | 97.300       |
| 1949 | 348.516      | 1960¹ | 385.500      | 1971  | 87.136       |
| 1950 | 319.419      | 1961  | 375.500      | 1972  | 82.525       |
| 1951 | 295.736      | 1962  | 328.000      | 1973  | 67.494       |
| 1952 | 277.663      | 1963  | 312.000      | 1974² | 62.234       |
| 1953 | 257.890      | 1964  | 276.000      | 1975  | 52.458       |
| 1954 | 269.376      | 1965  | 259.180      | 1976  | 51.729       |
| 1955 | 429.939      | 1966  | 233.134      | 1977  | 54.273       |
| 1956 | 428.599      | 1967  | 156.000      | 1978  | 58.800       |
| 1957 | 368.196      | 1968  | 120.000      | 1979  | 56.185       |
| 1958 | 379.081      | 1969  | 100.000      | 1980³ | 49.343       |

¹ 01 oktober, ² 31 december, ³ 29 september

## Belangrijke personen
Ministers-presidenten:
- Louis Beel (1946-1948 en 1958-1959)
- Jan de Quay (1959-1963)
- Victor Marijnen (1963-1965)
- Jo Cals (1965-1966)
- Piet de Jong (1967-1971)

Voor ministers zie lijst van bewindslieden voor de KVP.
Eerste Kamervoorzitter:
- 1973 - 1983 Theo Thurlings

Tweede Kamervoorzitters:
- 1937 - 1948 Josef van Schaik
- 1948 - 1963 Rad Kortenhorst
- 1963 - 1972 Frans-Jozef van Thiel

Fractievoorzitters Tweede Kamer:
- 1945 - 1946 Laurentius Nicolaas Deckers
- 1946 Frans Teulings (waarnemend)
- 1946 - 1961 Carl Romme
- 1961 - 1963 Wim de Kort
- 1963 - 1971 Norbert Schmelzer
- 1971 - 1977 Frans Andriessen

Fractievoorzitter Eerste Kamer:
- 1945 - 1947 Jan van de Mortel
- 1947 - 1963 Cor Kropman
- 1963 - 1969 Harry van Lieshout
- 1969 - 1971 Jan Niers
- 1971 - 1974 Piet de Jong
- 1974 - 1977 Jan Teijssen

## Jongerenorganisatie
De KVP heeft vrij snel een politieke jongerenorganisatie gehad, meestal simpelweg de KVP-jongerenorganisatie genoemd (KVPJO). In 1968 ontstond een scheuring binnen de jongerenorganisatie, waarna een groot deel van het bestuur deelnam aan de Politieke Partij Radikalen (PPR). Na mislukte pogingen tot een samengaan van christendemocratische jongerenorganisaties hief ze zichzelf op in 1974. Korte tijd later werd ze heropgericht, net voordat ze in 1980 opging in het Christen Democratisch Jongeren Appèl (CDJA).